# Lista das famílias descendentes dos Rurikoviches
Lista de famílias principescas consideradas descendentes dos Rurikoviches. A lista foi compilada com base na publicação oficial de 1892 do Departamento de Heráldica do Senado do Governo "Listas de famílias e pessoas tituladas do Império Russo".
O Império Russo era um Estado monárquico, com uma divisão estrita da população em estamentos. A nobreza tinha uma posição privilegiada, portanto, o registro e o controle das genealogias dos nobres eram cuidadosamente conduzidos no nível estatal. No entanto, muitos historiadores e pesquisadores questionam a autenticidade das genealogias oficialmente reconhecidas no Império Russo. Deve-se notar que no final do século XIX, o território da Rússia de Kiev, feudo dos Rurikoviches, fazia parte quase totalmente do Império Russo, exceto a maior parte do território do antigo Principado da Galícia, que pertencia ao Império Austro-Húngaro.
Para esta lista:
- Famílias listadas que são indicadas inequivocamente como descendentes de Rurik e não desapareceram no momento da publicação deste artigo.
- As famílias originárias do grão-duque Gediminas da Lituânia não estão listadas, embora este documento indique que Gediminas é descendente de Rurik na décima quinta geração.

Em 2006, a empresa americana Family Tree DNA (FTDNA) iniciou o projeto "DNA da dinastia Rurik". A FTDNA convidou homens que se consideram descendentes dos Rurikoviches e Gediminoviches para fazer testes. A empresa não divulgou publicamente os nomes completos das pessoas testadas, nem os métodos de verificação de sua afiliação às respectivas famílias nobres. Por exemplo: Koribut-Voronetski, que são oficialmente considerados Gediminoviches, não estão incluídos na seção relevante, mas são considerados Rurikoviches. Não é especificado quais príncipes Kropotkin foram testados. No Império Russo, haviam duas famílias de príncipes Kropotkin: Smolensk, que foram reconhecidos como descendentes de Rurik, e Riazan, que não tinham descendência definida dos antigos príncipes da Rússia de Kiev.
- Os dados dos estudos genéticos são tabulados a partir de agosto de 2017.[4]

## Lista
| Brasão | Família              | Fundador                                    | Votchina                                                 | Descendentes de:                                                   | Haplogrupo Y-DNA | Subclasse Y-DNA |
| ------ | -------------------- | ------------------------------------------- | -------------------------------------------------------- | ------------------------------------------------------------------ | ---------------- | --------------- |
|        | Babichev             | Ivan Semionoviche Baba de Drutski           |                                                          | Príncipes da Galícia-Volínia                                       |                  |                 |
|        | Beloselski-Belozersk | Basílio Fedoroviche Bilozerski              | Aldeia Branca, Principado de Beloozero                   | Gleb Vasilkoviche, príncipe de Beloozero                           | R1a1             | R-M512          |
|        | Bariatinski          | Alexandre Mezetski                          | Volost de Boriatin                                       | Miguel Vsevolodoviche, príncipe de Chernihivski                    | R1a1             | R-M512          |
|        | Vadbolski            | Ivan Andriioviche Bilozerski                | Volost de Vadbol, raion de Belozerski                    | Gleb Vasilkoviche, príncipe de Beloozero                           | N1c1             | N-M178          |
|        | Volkonski            | Ivan Iurieviche Tolstaia Holova de Tarusski | Castro Volkona                                           | Miguel Vsevolodoviche, príncipe de Chernihivski                    | R1a1             | R-M512          |
|        | Viazemski            | André Vladimiroviche Dovga Ruka             | Principado de Viazemski                                  | Rostislav Mstislaviche, príncipe de Chernihivski                   |                  |                 |
|        | Gagarin              | Miguel Ivanoviche Gagara de Holibisovski    | Parte do Principado de Golibesov                         | Ivan Vsevolodoviche, príncipe de Starodub                          | N1c1             | N-M178          |
|        | Gorchakov            | Ivan Fiodoroviche Gorchak de Peremishlskii  | Principado de Przemisl (parte do Principado de Karachev) | Miguel Vsevolodoviche, príncipe de Chernihivski                    |                  |                 |
|        | Gundorov             | Ivan Fedoroviche Gundor de Paletski         | Parte do Principado de Paletski                          | Ivan Vsevolodoviche, príncipe de Starodubskii (Nordeste da Rússia) |                  |                 |
|        | Dolgorukov           | Ivan Andriioviche Dolgoruki de ObolenskI    |                                                          | Miguel Vsevolodoviche, príncipe de Chernihivski                    |                  |                 |
|        | Druckii              | Demétrio Iuriioviche de Drutskii            | Principado de Drutsk                                     | Príncipes da Galícia-Volínia                                       |                  |                 |